# René van Eck (voetballer, 1939)
René van Eck (24 juli 1939) is een Nederlands voormalig voetballer en voetbaltrainer.
Van Eck speelde als doelman voor Hermes DVS. Hij begon als jeugdtrainer bij Feijenoord en was vanaf 1969 drie seizoenen assistent van Ernst Happel bij het eerste team en trainde zelf het tweede team. In 1971 behaalde hij zijn A-diploma voor oefenmeester.  Medio 1972 werd Van Eck hoofdtrainer van Helmond Sport. In september 1974 werd hij ontslagen. Tussen 1975 en 1977 trainde hij FC Dordrecht. Van Eck trainde vervolgens enkele maanden het Noorse FK Bodø/Glimt. Hij was daarna werkzaam als gymleraar en was in 1980 en 1981 nog jeugdtrainer bij Ajax.